# Avioimpex-Flug 110
Auf dem Avioimpex-Flug 110 (Flugnummer IATA: M4110, ICAO: AXX110) ereignete sich am 20. November 1993 ein schwerer Flugunfall. Eine für Avioimpex betriebene Jakowlew Jak-42D der Saravia, mit der ein internationaler Linienflug von Genf nach Skopje durchgeführt werden sollte, verunglückte kurz vor der Landung nahe dem Flughafen Ohrid, wohin die Piloten aufgrund von widrigen Wetterverhältnissen ausgewichen waren. Bei dem Unfall kamen alle 116 Personen an Bord ums Leben.

## Maschine
Bei der verunglückten Maschine handelte es sich um eine 1990 gebaute Jakowlew Jak-42D. Die Maschine mit der Werknummer 4520424016557 und der Modellseriennummer 13-02 wurde am 19. April 1991 mit dem Luftfahrzeugkennzeichen CCCP-42390 an die Aeroflot erstausgeliefert. Nach dem Zerfall der Sowjetunion übernahm die Saravia die Maschine und ließ sie mit dem neuen Luftfahrzeugkennzeichen RA-42390 zu. Ab 1992 wurde das Flugzeug im Auftrag der Avioimpex betrieben. Das dreistrahlige Mittelstrecken-Schmalrumpfflugzeug war mit drei Mantelstromtriebwerken des Typs Iwtschenko Progress D-36 ausgestattet.

## Passagiere und Besatzung
Den Flug hatten in Genf 108 Passagiere angetreten, es befand sich außerdem eine achtköpfige Besatzung an Bord. Etwa 80 Prozent der Insassen waren Staatsbürger Jugoslawiens. Die meisten Passagiere waren ethnische Albaner beziehungsweise Kosovaren mit jugoslawischer Staatsangehörigkeit. Die meisten übrigen Insassen waren Mazedonier. Die vier Mitglieder der Cockpitbesatzung waren Russen, die vier Kabinenbesatzungsmitglieder stammten aus Mazedonien.

## Unfallhergang
Die Maschine sollte ursprünglich auf dem Flughafen Skopje landen. Da dort zu dem Zeitpunkt ein Schneesturm herrschte, wichen die Piloten zum Flughafen Ohrid aus. Die Piloten erhielten eine Freigabe zur Landung auf Landebahn 02, flogen jedoch 2300 Fuß (ca. 700 Meter) zu hoch, um die Landung erfolgreich auszuführen, weshalb ein Fehlanflug durchgeführt wurde. Kurz darauf meldete die Besatzung per Funk, dass sie kein Drehfunkfeuersignal empfing; Ermittlungen ergaben, dass das Drehfunkfeuer nicht in Betrieb war. Einer Bitte um eine Funkpeilung konnte die Flugsicherung nicht nachkommen. Der Kapitän äußerte, dass er die Landebahnbeleuchtung nicht sehen könne. Kurz darauf ertönten sieben Sekunden lang die Warnungen des Ground Proximity Warning Systems der Maschine, ohne dass die Piloten sie befolgten. Am Ende der Alarme, um 23:30 Uhr, wurde die Maschine zwei Kilometer östlich des Flughafens in die Flanke des Berges Trojani geflogen; sie befand sich dabei 2600 Fuß (etwa 800 m) über der Höhe der Landebahn.
Russische Ermittler behaupteten, dass es zu Missverständnissen kam, da die Flugsicherung Mazedonisch sprach, während die Besatzung beim Funk Russisch und Englisch verwendete.

## Opfer
Von den 116 Insassen wurden zunächst 115 getötet. Der Passagier Rade Jevremović überlebte den Unfall zunächst als einziger Insasse, erlitt jedoch schwere Verletzungen. Elf Tage später, am 1. Dezember 1993, starb Jevremović, ohne zwischenzeitlich das Bewusstsein wiedererlangt zu haben.

## Folgen
Da es sich nach dem Flugunfall der Volga-Dnepr Airlines bei Tetovo und dem Palair-Macedonian-Airways-Flug 301 um den dritten tödlichen Flugunfall in Mazedonien binnen 16 Monaten handelte, trat der zuständige Minister für Stadtentwicklung, Tiefbau, Kommunikation und Umwelt, Antoni Pesev, von seinem Amt zurück. Die Pilotenvereinigung klagte über defekte Ausrüstung und schlechte Sicherheitsstandards an den Flughäfen Skopje und Ohrid.
Mit Stand April 2020 ist Avioimpex-Flug 110 nach wie vor der Flugunfall mit den meisten Todesopfern in der Geschichte Nordmazedoniens.